# NSG Sangweiher und Erweiterung
NSG Sangweiher und Erweiterung este o arie protejată (arie de protecție specială avifaunistică — SPA) din Germania întinsă pe o suprafață de 78 ha, integral pe uscat.

## Localizare
Centrul sitului NSG Sangweiher und Erweiterung este situat la coordonatele 50°09′06″N 6°52′22″E / 50.1517°N 6.8728°E.

## Înființare
Situl NSG Sangweiher und Erweiterung a fost declarat arie de protecție specială avifaunistică în ianuarie 2004 pentru a proteja 37 de specii de animale.

## Biodiversitate
Situată în ecoregiunea continentală, aria protejată nu include niciun habitat protejat.
La baza desemnării sitului se află mai multe specii protejate de  păsări (37): fluierar de munte (Actitis hypoleucos), rață sulițar (Anas acuta), rață lingurar (Anas clypeata), rață mică (Anas crecca crecca), rață fluierătoare (Anas penelope), rață cârâitoare (Anas querquedula), Anas strepera strepera, Ardea cinerea cinerea, rață-cu-cap-castaniu (Aythya ferina), rața moțată (Aythya fuligula), buhai de baltă (Botaurus stellaris stellaris), fugaci de țărm (Calidris alpina), chirighiță neagră (Chlidonias niger), barză albă (Ciconia ciconia ciconia), barză neagră (Ciconia nigra), erete de stuf (Circus aeruginosus), erete vânăt (Circus cyaneus), egretă albă (Egretta alba), becațină comună (Gallinago gallinago), Grus grus grus, sfrâncioc mare (Lanius excubitor excubitor), pescăruș râzător (Larus ridibundus), Limosa limosa limosa, becațină mică (Lymnocryptes minimus), vultur pescar (Pandion haliaetus), bătăuș (Philomachus pugnax), Podiceps cristatus cristatus, Podiceps nigricollis nigricollis, Rallus aquaticus aquaticus, mărăcinar (Saxicola rubetra), Tachybaptus ruficollis ruficollis, fluierar negru (Tringa erythropus), fluierar de mlaștină (Tringa glareola), fluierar cu picioare verzi (Tringa nebularia), fluierarul de zăvoi (Tringa ochropus), fluierarul cu picioare roșii (Tringa totanus), nagâț (Vanellus vanellus).